# Municipio de Bentonville
El municipio de Bentonville (en inglés: Bentonville Township) es un municipio ubicado en el  condado de Johnston en el estado estadounidense de Carolina del Norte. En el año 2010 tenía una población de 1.929 habitantes.

## Geografía
El municipio de Bentonville se encuentra ubicado en las coordenadas 35°20′6.05″N 78°17′25.11″O / 35.3350139, -78.2903083.